# Полювання

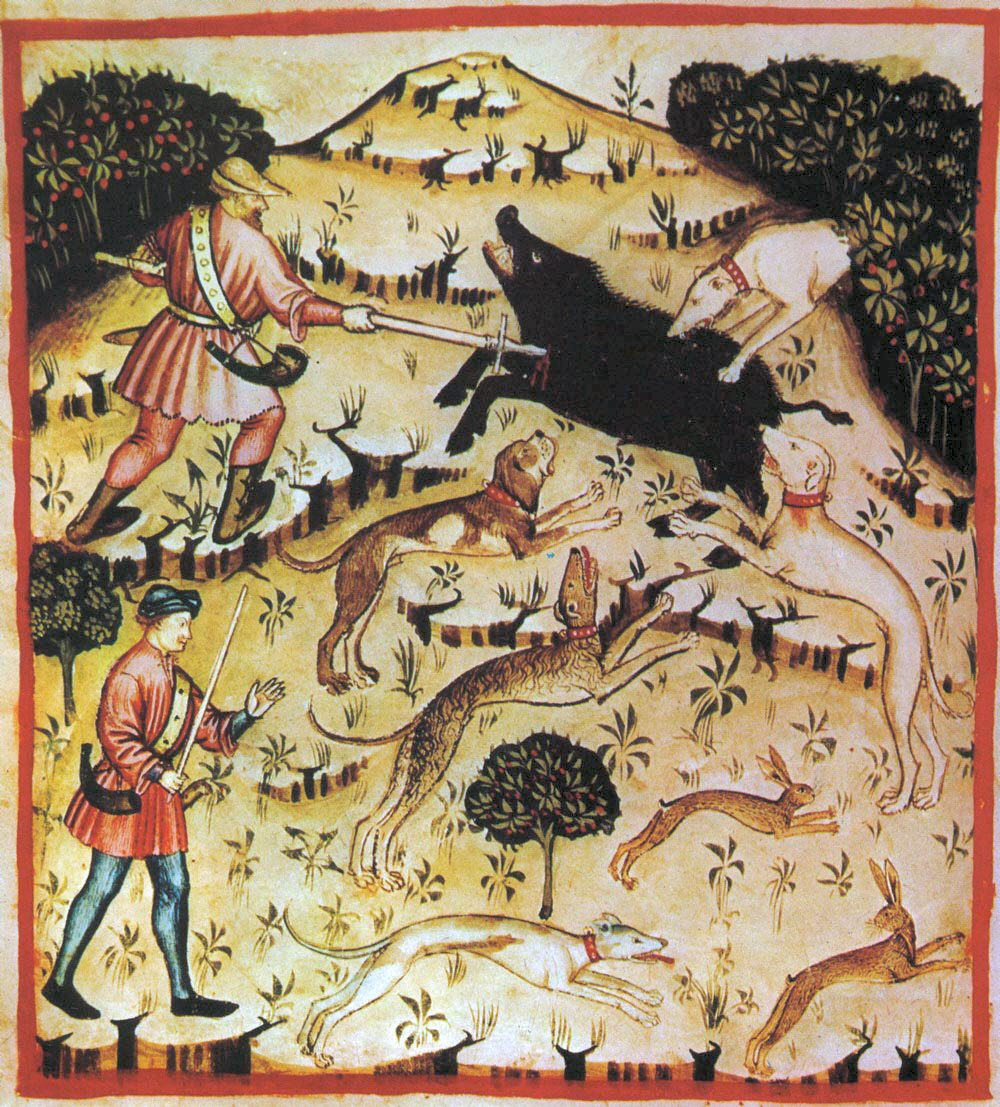
Полювання на вепра (XIV сторіччя)

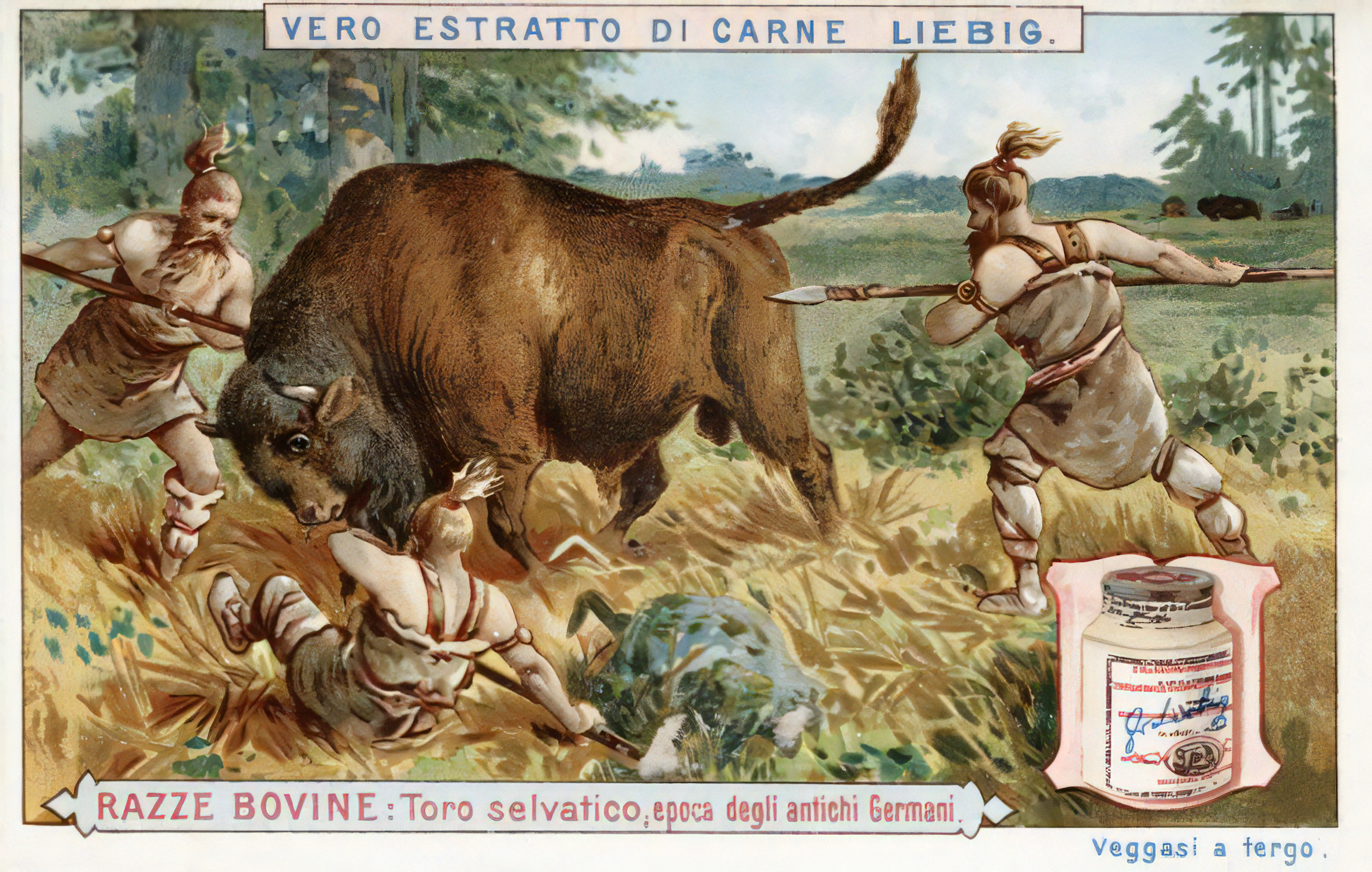
Полювання на зубра, Італія, бл. 1900 р.

Полюва́ння, лови — промисел або розвага, що складається з пошуку, переслідування та здобичі (захоплення або забій) деяких видів диких тварин (переважно птахів і ссавців). В багатьох культурах світу полювання вважається частиною фізичної та військової підготовки.

## Визначення
Поняття «полювання» та «мисливство» часто невиправдано змішують або об'єднують (як тут). Українське законодавство ці поняття визначає так:
- мисливство — вид спеціального використання тваринного світу шляхом добування мисливських тварин, що перебувають у стані природної волі або утримуються в напіввільних умовах у межах мисливських угідь;
- полювання — дії людини, спрямовані на вистежування, переслідування з метою добування і саме добування (відстріл, відлов) мисливських тварин, що перебувають у стані природної волі або утримуються в напіввільних умовах.

До полювання не відносять забій худоби, домашніх тварин або тварин, що тримаються в неволі, рівно як і рибальство та використання пасток.
В первісному суспільстві метою полювання, крім отримання продуктів, могли бути обряд або ритуал.
Іншими словами, мисливство — це галузь знань, умінь та природокористування (мисливствознавство), а полювання — це рід діяльності або процес. Мисливець може й не полювати, полювати може браконьєр або взагалі людина, яка робить все нерозумно, без знань і зі шкодою для популяцій об'єкту полювання, не мислить.

## Основні види

### Промислове полювання
Промислове полювання — здобування продуктів тваринного походження (м'яса, жиру, хутра, шкіри, кістки, рогів, пуху, пір'їв та інших). Також його метою може бути знищення небезпечних, шкідливих або надмірно численних тварин. До полювання також відносять відлов тварин для розведення, реінтродукції, утримання в неволі або наукових досліджень.

### Спортивне полювання
Зайняття рекреаційним або «спортивним» полюванням є одним з видом розваги. Полювання, особливо рекреаційне, викликає протести захисників дикої природи, які вказують на його шкоду для природи, на те, що рекреаційне полювання розвиває жорстокість, та навіть часто прирівнюють його до вбивства людини.

### Морський промисел
Морський промисел звичайно обмежують риболовлею, проте тепер це дуже широке поняття, яке включає здобування, окрім рибоподібних хребетних, також молюсків, ракоподібних та інших тварин. Проте значну частку у промислі складає особливий об'єкт полювання — морські ссавці, вкл. тюленів, моржів, дельфінів, китів. Хоча давно вже море не розглядається як розумна альтернатива сільськогосподарським тваринам, для багатьох морських країн такий промисел є основою місцевої економіки (зокрема малі острівні країни), у тому числі як джерело білкової їжі та як об'єкт торгівлі (зокрема й для дельфінаріїв). Після згасання гарпунних промислів найпоширенішим стало Загінне полювання на дельфінів.

## Полювання в Україні
Полювання в Україні мало давні й міцні традиції. Питома вага цього заняття в господарській системі, обсяги й способи мисливства склалися історично і залежали від багатьох факторів. Насамперед цьому сприяли природно-кліматичні та географічні умови: у лісах водилось чимало дичини — вовки, ведмеді, вепри, олені, борсуки, лисиці, зайці, куниці тощо, а також нині втрачені тури, дикі коні, зубри, лосі, різноманітне птаство — качки, гуси, куріпки, дрофи, у ріках — видри та бобри. Полювання переслідувало дві мети: вберегти господарство від шкідників, а також поповнити запаси харчування й сировини для домашнього виробництва в умовах натурального господарства.
До розвитку полювання впродовж століть — аж до початку XIX ст.— великою мірою спричинились натуральні повинності селян, з-поміж яких важливим був оброк у звірині, про що згадується ще в «Повісті минулих літ». Повсюдно в Україні від селян вимагалась данина хутрами білок, куниць, видр, тхорів, лисиць тощо. Вид хутра при сплаті данини залежав від місцевості. У період Київської Русі поряд з гривнею хутро виконувало функції грошей. Крім того, повинністю селян була обов'язкова участь протягом кількох днів у році (залежно від території) у полюванні, яке влаштовували багаті землевласники. У XVI—XVII ст. на Поліссі, в Прикарпатті існували цілі села, в яких основним заняттям селян було мисливство. Вироблялась навіть певна «спеціалізація» селян під час ловів: одні мали влаштовувати засідки, інші — виганяти звіра і т.ін.

## Критика полювання
Спортивне (аматорське) полювання піддається гострій критиці з боку екологів, громадських діячів, різних природоохоронних і зоозахисних організацій.

### Екологічні аргументи проти полювання
1. Полювання — це постійне занепокоєння, стрес для диких тварин[2][3][4][5][7][8][9].
2. Під час полювання залишається багато підранків[4][8][9].
3. При полюванні відбувається забруднення екосистем і отруєння птахів свинцевим дробом[9].
4. Під час полювання відбувається «селекція навпаки», так як під постріл потрапляють найбільш великі, помітні особини[3][4][8][9][11].
5. Полювання практично безконтрольне і тому сприяє різкому скороченню чисельності мисливських видів тварин[4][6][7][8][9][10].
6. При полюванні через неуцтво основної маси мисливців відбувається винищення видів тварин, занесених до Червоної книги[4][9].
7. Ведення мисливського господарства — це завжди знищення «конкурентів» — хижих звірів і птахів: вовків, шакалів, єнотоподібних собак, лисиць, сов, денних пернатих хижаків, сорок, граків тощо[2][4][8][9]
8. Створення сучасних мисливських господарств фрагментує природні екосистеми шляхом будівництва доріг та обслуговуючої полювання інфраструктури[4][9][11].
9. Акліматизація нових мисливських видів тварин є одним з екологічно шкідливих методів мисливської біотехнії[4][9].
10. Забруднення генофонду мисливських тварин[4][9][10].
11. Надмірна концентрація окремих мисливських видів (насамперед диких копитних) в господарствах для полювання шкодить природним екосистемам[2][3][4][9].
12. Полювання сприяє зміні природного еволюційного напрямку розвитку мисливських видів тварин[3][9].
13. Загибель птахів (одного з партнерів; насамперед диких гусей) в результаті відстрілу на полюванні[4][9].
14. Полювання заважає відпочинку птахів під час весняно-осінніх міграцій[4][5].
15. Полювання руйнує статевовікову структуру популяцій диких звірів і зграй птахів[4][9].
16. При полюванні залишаються осиротілі дитинчата багатьох мисливських видів звірів і птахів[4][6][9].
17. Полювання витісняє диких тварин у нове середовище проживання[4][9].
18. Полювання є базою для браконьєрства[4][6][8][9][10].
19. Полювання погіршує генетичну якість виду[4][8][9].

### Етичні аргументи проти полювання
1. Полювання сприяє розкладанню особистості шляхом культивування низьких пристрастей та інстинктів, виховує такі негативні якості як самовдоволення, марнославство, зловтіха, хвастощі, брехня, заздрість, лицемірство і жорстокість[4][6][8][9][10].
2. Полювання грубо порушує права диких тварин на життя, свободу і захист від непотрібного страждання з вини людини без достатніх на те моральних аргументів[4][9].
3. Не можна вбивати тварин заради розваги[4][6][9].
4. Полювання створює атмосферу узаконеного зла і схвалюваних вад[4][6][9][10].
5. Полювання знецінює священне поняття життя[4][6][9][10].
6. Існує величезна відмінність між вбивством тварин заради їжі і вбивством тварин заради розваги[4][6][9][10].
7. Полювання приносить диким тваринам страждання. Не можна жорстоко ставитися до тварин, змушувати їх страждати фізично і психічно[4][6][9].
8. Проти полювання як розваги виступають багато світових релігій — іслам, юдаїзм, буддизм, індуїзм, джайнізм, даосизм[4][9].
9. Під час полювання мисливці користуються такими аморальними прийомами як обман, засідка, напад за рогу, переслідування слабкого, добивання лежачого, використання любові тварини, голоду і т. д.[4][6][8][9]
10. Під час полювання використовуються жорстокі способи добування тварин (капкани — у Росії, Білорусі, петлі — у ряді регіонів Росії, видобуток ведмедиць в барлогах, цькування зайців собаками, весняне полювання — у Росії та Білорусі, цькування борсуків в норах собаками — Україна, Росія, Білорусь, цькування диких тварин на притравочних станціях — Україна, Росія, Білорусь тощо)[4][9].

### Небезпеки полювання
Полювання завжди було заняттям, пов'язаним з підвищеним ризиком. Необережне поводження зі зброєю іноді призводить до травм і загибелі учасників і випадкових людей. Так, в 2007 р. на полюванні загинув (від випадкового пострілу) відомий український політик Є. П. Кушнарьов. Лев Толстой сам ледь не загинув на полюванні, Іван Тургенєв на полюванні поранив жінку, Б. Єльцин, полюючи у Н. Назарбаєва в Казахстані, мало не вбив єгеря. Тільки в Україні під час сезону полювання щороку гине або отримує важкі поранення більше 10 людей.

### Громадський рух проти спортивного полювання
Перша антимисливська публікація в Російській імперії з'явилася в 1890 р. Її автором був друг і видавець Льва Толстого В. Чертков. У 1960-1970-х письменники Б. Рябінін, Л. Леонов, Н. Сладков, Ю. Абдашев, К. Чуковський, В. Травінський, В. Матов та ін. організували в радянських ЗМІ масову дискусію з вимогою заборони спортивного (аматорського) полювання. У сучасній Росії, Україні та Білорусі багато зоозахисних та екологічних організацій (Центр захисту прав тварин «Віта» (Росія), Асоціація зоозахисних організацій України, Київський еколого-культурний центр (Україна), Охорона птахів Батьківщини (Білорусь), Зоосвєт (Білорусь), служба охорони природи (Росія) та ін.) вимагають закриття спортивного полювання. У 2007 р. в Києві відбувся Міжнародний з'їзд супротивників спортивного полювання, який прийняв маніфест антимисливського руху, а також був проведений оголений пікет у Києві на Хрещатику проти відкриття полювання. Проти спортивного полювання виступають багато світових знаменитостей — Пол Маккартні, Бріжіт Бардо, Далай Лама, Адріано Челентано, а також російські зірки — Лайма Вайкуле, Андрій Макаревич. У Великій Британії, Канаді, США діють громадські організації саботажників полювання. Під впливом громадської антимисливської думки в 2004 р. парламент Великої Британії закрив полювання з собаками на лисиць і оленів. Істотні обмеження полювання проводяться в США і Німеччині.

## Мисливство і браконьєрство
Необхідно розрізняти цивілізоване полювання і браконьєрство. В Україні і в усьому світі їх суворо розрізняють і розмежовують. Полювання проводиться при необхідному рівні біотехнії та інших форм турботи про приріст популяцій (наприклад, регуляція хижацтва, зменшення ризиків випадкової загибелі тварин). Сучасне полювання є формою організованої активності мисливців, роботою і послугою мисливських господарств та мисливських товариств (зокрема й УТМР). Вся подібна діяльність відбувається в межах законів, у тому числі в Україні — відповідно до законів України «Про охорону тваринного світу» та «Про мисливське господарство та полювання» .
На відміну від них, браконьєрство — це незаконне полювання, часто просте вбивство тварин без відшкодувань на відтворення популяцій мисливських видів, територіальних громад та мисливських господарств. Найнебезпечніше «міське браконьєрство» — приїзди з великих міст випадкових і небажаних гостей, у яких є лише одна мета — вбити тварину. Всі види «сільського браконьєрства», як правило, пов'язані з протилежним соціальним явищем — бідністю або складностями у отриманні дозволів на полювання. Браконьєрство є однією з головних небезпек для популяцій мисливської фауни і діяльності мисливських господарств.